# Liste des accidents ferroviaires en France dans les années 1900
Pour des articles plus généraux, voir Liste des accidents ferroviaires en France, Liste des accidents ferroviaires en France au XIXe siècle et Liste des accidents ferroviaires en France au XXe siècle.
La liste des accidents ferroviaires en France dans les années 1900 est une liste chronologique.